# Antirrhea pterocopha
Antirrhea pterocopha é uma borboleta neotropical da família Nymphalidae e subfamília Satyrinae, descrita em 1868 e nativa da Costa Rica até a Colômbia. Apresenta forte dimorfismo sexual. Visto por cima, o padrão básico do macho da espécie apresenta asas anteriores de coloração castanha com uma série de três pequenas pontuações esbranquiçadas, próximas ao ápice. Asas posteriores dotadas de manchas alaranjadas na parte superior, duas pontuações e uma mancha azulada, característica e extensa, próxima ao corpo do inseto (em alguns casos a mancha azulada das asas posteriores se torna mais extensa ainda).
 Fêmeas dotadas de uma sequência de pontuações brancas, matizadas de azul, em suas asas anteriores; asas posteriores com faixa laranja e uma marcação grande e arredondada em azul. A subespécie chocoensis apresenta coloração mais escurecida no final das asas posteriores. Vista por baixo, a espécie apresenta a padronagem de folha seca.

## Hábitos
São borboletas que se alimentam de frutos em fermentação e que possuem voo baixo, pousando em folhagem seca e plantas do solo das florestas.[carece de fontes?] Lagartas desta espécie encontradas em palmeiras (Arecaceae) do gênero Calyptrogyne.

## Subespécies
Antirrhea pterocopha possui duas subespécies:
- Antirrhea pterocopha pterocopha - Descrita por Salvin & Godman em 1868, de exemplar proveniente do Panamá.[6][11][7][12]
- Antirrhea pterocopha chocoensis - Descrita por Salazar em 1997, de exemplar proveniente da Colômbia.[10]